# Ancistrota
Ancistrota is een geslacht van vlinders uit de familie nachtpauwogen (Saturniidae). De wetenschappelijke naam is voor het eerst gepubliceerd in 1819 door Jacob Hübner.
De typesoort van het geslacht is Ancistrota plagia Hübner, 1819. Het geslacht is monotypisch: Ancistrota plagia is de enige soort. 

## Soort
- Ancistrota plagia Hübner, 1819